# Rejon tłumacki
Rejon tłumacki (ukr. Тлумацький район) – dawny rejon w składzie obwodu iwanofrankiwskiego.
Został utworzony w 1939, jego powierzchnia wynosiła 683 km², a ludność liczyłą 52 800 osób. Władze rejonu znajdowały się w Tłumaczu.
5 lutego 1965 radę wiejską Winograd przeniesiono z rejonu tłumackiego do rejonu kołomyjskiego.
Zlikwidowany w 2020 roku ramach reformy decentralizacyjnej na Ukrainie. Jego ziemie weszły w skład nowego rejonu iwanofrankiwskiego.

## Spis miejscowości
- Antonówka (Антонівка)[3]
- Bortniki[4] (Бортники)
- Bratyszów (Братишів)
- Budzyń (Будзин)
- Bukówna (Буківна)
- Buszkayłk (Бушкалик)[5]
- Chocimierz (Хотимир)
- Dąbrowa (Діброва)
- Delawa (Делева)
- Dolina (Долина)
- Hańczarów (Гончарів)
- Harasymów (Гарасимів)
- Hawrylak (Гавриляк)
- Hostów[6] (Гостів)
- Hrabyczanka (Грабичанка)
- Hryniowce[7] (Гринівці)
- Gończarówka (Гончарівка)
- Gruszka[8] (Грушка)
- Isaków (Ісаків)
- Jakubówka (Яківка)
- Jezierzany (Озеряни)
- Kolińce (Колінці)
- Korolówka (Королівка)
- Kupiłów (Купелів)
- Kutyska (Кутище)
- Łokutki (Локітка)
- Ług (Луг)
- Łysa Hora (Лиса Гора)
- Młynówka (Мельники)
- Mostyszcze (Мостище)
- Nadorożna (Надорожна)
- Niżniów (Нижнів)
- Nowosiółka (Новосілка)
- Obertyn (Обертин)
- Odajiw (Одаїв)
- Okniany (Вікняни)
- Olesza (Олеша)
- Oleszczyn[9] (Олещин)
- Oleszów (Олешів)[10]
- Ostrynia (Остриня)
- Pałahicze (Палагичі)
- Petryłów (Петрилів)
- Piotrów (Петрів)
- Podwerbce (Підвербці)
- Popielów (Попелів)
- Przybyłów (Прибилів)
- Pużniki (Пужники)
- Siekierczyn (Сокирчин)
- Smerkłów (Смерклів)
- Sokoliwka[11] (Соколівка)[12]
- Suchodół (Суходіл)
- Tarasiwka (Тарасівка)[13][14]
- Tłumacz (Тлумач)
- Wilne (Вільне)
- Zahiria[15] (Загір'я)
- Zołota Lipa[16] (Золота Липа)
- Żabokruki[17] (Жабокруки)
- Żuków[18][19] (Жуків)
- Żywaczów (Живачів)